# Geyse Ferreira
Geyse da Silva Ferreira (Maragogi, 1998. március 27. –) brazil női válogatott labdarúgó. Az angol Manchester United támadója. 

## Pályafutása
Gyermekkorában szülővárosa strandján focizott barátaival, majd az iskolai futsal csapatban rúgta a labdát. Itt figyelt fel rá a maceiói União Desportiva, ahol 17 éves koráig játszott.

### Klubcsapatokban
2016-ban a Centro Olímpico játékosaként két meccset játszott a brazil élvonalban, mielőtt a Corinthianshoz csatlakozott volna. Bajnoki ezüstérmet szerzett csapatával a szezon végén és céltudatos, hasznos játéka felkeltette a Madrid CFF figyelmét.
Első meccsén 2018. február 11-én 21 percet kapott a Real Sociedad ellen, két héttel később pedig megszerezte első találatát mindössze két percnyi játék után. A bajnokság végeztével a kevés játéklehetőség miatt elfogadta az újonnan létrehozott SL Benfica ajánlatát és a portugál másodosztályba szerződött. Első két mérkőzése után már tíz gól szerepelt a neve mellett és ezt a sorozatot folytatta a szezon többi találkozóján is. 21 meccsen 42 gólt szerzett és klubjával feljutottak az első osztályba, de a 2020-as évet újra a Madrid CFF-nél kezdte. Három idényben 58 találkozón szerepelt, melyeken 34 gólt jegyzett.
2022. június 19-én a Barcelona hivatalos oldalán jelentette be, hogy Geyse kétéves szerződést kötött a katalán együttessel.

### A válogatottban
Aranyérmet szerzett az U20-as válogatottal a 2018-as Dél-amerikai bajnokságon, 12 góljával pedig a torna legeredményesebb játékosa lett. Az augusztusban rendezett világbajnokságon Észak-Korea ellen jegyzett gólt, de csapata búcsúzni kényszerült a csoportkör után.
2017 szeptemberében Chile ellen debütált a brazil női labdarúgó-válogatottban.
Tagja volt a 2019-es világbajnokságra kijelölt keretnek, valamint a 2020-as olimpiai csapatnak. Mindkét világversenyen két alkalommal lépett pályára.
Első válogatott gólját 2021. február 18-án, a SheBelieves-kupán szerezte Argentína ellen.

## Sikerei

### Klubcsapatokban
Portugál szuperkupa-győztes (1):
- Benfica (1): 2019

### A válogatottban
Brazília
- Copa América győztes (1): 2022
- U20-as Dél-amerikai bajnok (1): 2018
- Brazil Nemzetközi Torna aranyérmes (1): 2021
- SheBelieves-kupa ezüstérmes (1): 2021
- Jungcsuan Nemzetközi Torna ezüstérmes (1): 2019

### Egyéni
- Spanyol gólkirálynő (1): 2021–22 – (20 gól)[4]

## Statisztikái

### A válogatottban
2022. április 11-el bezárólag
| Válogatott | Szezon   | Mérk. | Gól |
| ---------- | -------- | ----- | --- |
| Brazília   |          |       |     |
| 2017       | 1        | 0     |     |
| 2018       | 1        | 0     |     |
| 2019       | 8        | 0     |     |
| 2021       | 11       | 2     |     |
| 2022       | 16       | 3     |     |
| 2023       | 5        | 1     |     |
| Összesen   | Összesen | 42    | 5   |

| Brazília színeiben szerzett góljai | Brazília színeiben szerzett góljai | Brazília színeiben szerzett góljai      | Brazília színeiben szerzett góljai | Brazília színeiben szerzett góljai | Brazília színeiben szerzett góljai | Brazília színeiben szerzett góljai | Brazília színeiben szerzett góljai |
| ---------------------------------- | ---------------------------------- | --------------------------------------- | ---------------------------------- | ---------------------------------- | ---------------------------------- | ---------------------------------- | ---------------------------------- |
|                                    |                                    |                                         |                                    |                                    |                                    |                                    |                                    |
| Gól                                | Dátum                              | Helyszín                                | Ellenfél                           | Találat                            | Eredmény                           | Esemény                            | Forrás                             |
| 1                                  | 2021. február 18.                  | Exploria Stadion, Orlando               | Argentína                          | 4–1                                | 4–1                                | SheBelieves-kupa                   | [ 5 ]                              |
| 2                                  | 2021. november 26.                 | Arena da Amazônia, Manaus               | India                              | 5–1                                | 6–1                                | Brazil Nemzetközi Torna            | [ 6 ]                              |
| 3                                  | 2022. április 7.                   | Estadio José Rico Pérez, Alicante       | Spanyolország                      | 1–1                                | 1–1                                | Barátságos mérkőzés                | [ 7 ]                              |
| 4                                  | 2022. július 22.                   | Estadio Olímpico Pascual Guerrero, Cali | Peru                               | 3–0                                | 6–0                                | Copa América                       | [ 8 ]                              |
| 5                                  | 2022. szeptember 2.                | Orlando Stadion, Johannesburg           | Dél-afrikai Köztársaság            | 1–0                                | 3–0                                | Barátságos mérkőzés                | [ 9 ]                              |